# Хигасино, Мики
Мики Хигасино (東野美紀, Хигасино Мики, родилась 1 января 1968 году, Осака) — японский композитор, наиболее известная по серии японских ролевых игр Suikoden, и шутер от третьего лица 10,000 bullets.

## Биография
Мики Хигасино впервые начала сочинять музыку для видеоигр, будучи ещё студенткой, нанятой Konami, и участвовала в различных проектах, часто не указанных в титрах или под псевдонимами MIKI-CHAN или MIKI-CHANG. Её важные ранние работы включают саундтрек Gradius в сотрудничестве с Konami Kukeiha Club в 1985 году.
Помимо того, что она была основным композитором оригинального саундтрека Suikoden, она также работала над саундтреком Suikoden II, состоящим из 105 треков, которые она полностью сочинила, за исключением 7 песен Кейко Фуками и 1 песни Таппи Ивасэ. В 2001 году Хигасино покинула Konami уйдя в декретный отпуск, но позже в 2005 году сотрудничала режиссёром Ёситакой Мураямой, а также с композитором видеоигр Ясунори Мицудой, над саундтреком к шутер с замедлением времени 10,000 bullets. Аранжированные версии её оригинальной музыки Suikoden появляются в саундтреках Suikoden IV и Suikoden V.

## Музыкальный стиль
Творчество Хигасино вдохновлено такими авторами как Морис Равел, Габриэль Форе, Хевия и ирландская группо Lúnasa.